# Калинівка (зупинний пункт, Південно-Західна залізниця)
Кали́нівка (до 2024 року — Комсомольська Комуна) — пасажирський залізничний зупинний пункт Конотопської дирекції Південно-Західної залізниці на електрифікованій лінії Ворожба — Конотоп між станціями Конотоп (8 км) та Дубов'язівка (6 км). Розташований неподалік села Калинівка Конотопського району Сумської області.

## Історія
Платформа відкрита у 1964 році на діючій лінії з 1868 року як складової залізниці Київ-Пасажирський — Курськ.
До 2016 року село, біля якого розташований зупинний, мало таку ж назву як і зупинний пункт — Комсомольська Комуна.
25 березня 2024 року на сайті Міністерства розвитку громад, територій та інфраструктури України оприлюднено проєкт постанови Кабінету Міністрів «Про перейменування деяких географічних об'єктів». Відповідні дії вчиняються задля виконання положень Закону України «Про засудження та заборону пропаганди російської імперської політики в Україні і деколонізацію топонімії». Серед них було запропоновано перейменувати зупинний пункт Комсомольська Комуна на Калинівку.

## Пасажирське сполучення
На платформі Калинівка зупиняються приміські електропоїзди сполученням Ворожба — Конотоп — Бахмач.